# Dieta proteinada
La dieta proteinada es una dieta que representa un aporte de proteínas ajustado a los requerimientos del organismo, baja en hidratos de carbono y en lípidos. Por su bajo aporte calórico se clasifica como una dieta muy baja en calorías (DMBC, o en siglas inglesas, VLCD, es decir, Very Low Calorie Diet), ya que representa un aporte inferior a 800 kcal/día, indicada como plan dietético para la pérdida de peso.
La ingesta de proteínas de la dieta proteinada se ajusta a 0,8-1,2 g de proteínas por kilo de peso ideal, con el objetivo de cubrir las necesidades mínimas del organismo y proteger la masa magra. Las proteínas se ingieren principalmente a través de productos alimenticios que contienen proteínas de alto valor biológico, con el objetivo de garantizar su funcionalidad en el organismo.
El aporte de hidratos de carbono es inferior a 50g/día, con lo que la dieta proteinada representa una dieta cetogénica. La cetosis es un proceso fisiológico que se establece ante aportes de hidratos de carbono inferiores a 100 g por día, por lo que, en un proceso de adaptación para obtener la energía necesaria, no aportada ésta por los hidratos de carbono de la dieta, se utilizan fuentes de energía alternativas, como son las grasas de los tejidos de reserva. La degradación de las grasas de reserva libera cuerpos cetónicos que se distribuyen por la sangre y se pueden eliminar por la orina, el sudor y la saliva principalmente. Así, el bajo aporte de hidratos de carbono produce una situación metabólica que favorece la pérdida de tejido graso.
El aporte de lípidos se ajusta a 10 g de aceite de oliva al día (el mínimo de grasas según indicación para las VLCD sobre la base de ácido linoleico), con lo que se mantiene el normofuncionamiento biliar, evitando el riesgo de colelitiasis.
Para cubrir los requerimientos del organismo, la dieta proteinada se complementa con la suplementación de vitaminas, minerales (K, Na, Mg, Ca) y ácidos omega que cubren las cantidades diarias recomendadas en el seguimiento de una VLCD.

## Diferencia entre dieta proteinada y dieta hiperproteica
Es importante diferenciar a la dieta proteinada de las dietas hiperproteicas. Las dietas hiperproteicas aumentan el aporte de proteínas reduciendo el aporte de los otros macronutrientes, como son los hidratos de carbono o los lípidos. Así, aportan una cantidad neta de proteínas muy superiores a los requerimientos del organismo (aproximadamente 90g/día de proteínas) pudiendo llegar a sobrecargar el metabolismo, especialmente el renal.
La dieta hiperproteica tiene por objetivo dejar en un estado de saciedad a los consumidores, disminuyendo de esta forma, el consumo de hidratos de carbono, siendo la mayor particularidad, la descomposición de las proteínas en aminoácidos para suplir la falta de energía producto de la baja ingesta de hidratos de carbono.
Es importante destacar que con base al porcentaje de proteínas respecto al aporte calórico total, una dieta hipocalórica como la dieta proteinada, con aporte global de proteínas ajustado a los requerimientos (0,8 – 1,2 g por kilo de peso ideal del paciente), puede representar un aumento porcentual proporcional del aporte de proteínas, si bien la cantidad total de las mismas no difiere de la contenida en una dieta normocalórica equilibrada.

## Resultados de la pérdida de peso con la dieta proteinada
La dieta proteinada es la base de un programa de pérdida de peso que debe incluir control médico, una modificación en los hábitos de vida y seguimiento posterior a la pérdida de peso deseada. De esta forma se garantiza la eficacia del tratamiento, la seguridad y el mantenimiento de los resultados a largo plazo.
Al tratarse de una dieta muy baja en calorías (DMBC), las recomendaciones Europeas indican que debe iniciarse bajo supervisión de un médico, quien asume la responsabilidad de aplicar el programa a los pacientes adecuados y determinar las pautas necesarias para la consecución de los objetivos a corto y largo plazo. Los médicos que prescriben la dieta proteinada deben requerir una formación específica en la materia.
Los resultados de los estudios clínicos presentados en los últimos años en diversos congresos nacionales e internacionales de medicina demuestran que la dieta proteinada, resulta eficaz y segura para la pérdida de peso y la reducción del sobrepeso y la obesidad, consiguiendo mejores resultados que una dieta hipocalórica convencional.